# Nukutavake (Tonga)
Nukutavake ist ein winziges Eiland im Archipel Haʻapai, das zum Königreich Tonga gehört.

## Geografie
Das Motu liegt im Osten von ʻOtu Muʻomuʻa in der ʻOtu Tolu Group, deren Inseln Telekivavaʻu, Telekitonga und Telekihaʻapai sowie Fetokopunga sich von Norden nach Süden erstrecken.

## Klima
Das Klima ist tropisch heiß, wird jedoch von ständig wehenden Winden gemäßigt. Ebenso wie die anderen Inseln der Haʻapai-Gruppe wird Nukutavake gelegentlich von Zyklonen heimgesucht.